# 1965년 일본 프로 야구 올스타전
1965년 일본 프로 야구 올스타전은 1965년 7월 19일부터 7월 21일까지 열린 일본 프로 야구의 올스타전 경기이다.

## 출장 선수
| 센트럴 리그 | 센트럴 리그       | 센트럴 리그 | 센트럴 리그 |
| ----------- | ----------------- | ----------- | ----------- |
| 감독        | 후지모토 사다요시 | 한신        |             |
| 코치        | 미하라 오사무     | 다이요      |             |
| 코치        | 가와카미 데쓰하루 | 요미우리    |             |
| 투수        | 미야타 유키노리   | 요미우리    | 첫 출장     |
| 투수        | 무라야마 미노루   | 한신        | 7           |
| 투수        | G. 바크           | 한신        | 2           |
| 투수        | 다카하시 시게유키 | 다이요      | 2           |
| 투수        | 이나가와 마코토   | 다이요      | 3           |
| 투수        | 가네다 마사이치   | 요미우리    | 15          |
| 투수        | 조노우치 구니오   | 요미우리    | 2           |
| 투수        | 아니야 소하치     | 히로시마    | 첫 출장     |
| 투수        | 시부타니 세이지   | 산케이      | 첫 출장     |
| 투수        | 가키모토 미노루   | 주니치      | 3           |
| 투수        | 나카무라 미노루▲  | 요미우리    | 2           |
| 포수        | 모리 마사히코     | 요미우리    | 6           |
| 포수        | 쓰지 요시노리     | 한신        | 첫 출장     |
| 포수        | 네고로 히로미쓰   | 산케이      | 5           |
| 1루수       | 오 사다하루       | 요미우리    | 6           |
| 2루수       | 모토야시키 긴고   | 한신        | 2           |
| 3루수       | 나가시마 시게오   | 요미우리    | 8           |
| 유격수      | 히로오카 다쓰로   | 요미우리    | 8           |
| 내야수      | J. 마셜           | 주니치      | 3           |
| 내야수      | 곤도 아키히토     | 다이요      | 2           |
| 내야수      | 요시다 요시오     | 한신        | 12          |
| 내야수      | 구와타 다케시     | 다이요      | 6           |
| 외야수      | 야마우치 가즈히로 | 한신        | 12          |
| 외야수      | 에토 신이치       | 주니치      | 6           |
| 외야수      | 요시다 가쓰토요   | 요미우리    | 3           |
| 외야수      | 후지이 에이지     | 한신        | 3           |
| 외야수      | 곤도 가즈히코     | 다이요      | 6           |
| 외야수      | 구로키 모토야스   | 다이요      | 첫 출장     |
| 외야수      | 야마모토 가즈요시 | 히로시마    | 첫 출장     |
| 외야수      | 시바타 이사오▲    | 요미우리    | 3           |

| 퍼시픽 리그 | 퍼시픽 리그       | 퍼시픽 리그 | 퍼시픽 리그 |
| ----------- | ----------------- | ----------- | ----------- |
| 감독        | 쓰루오카 가즈토   | 난카이      |             |
| 코치        | 미즈하라 시게루   | 도에이      |             |
| 코치        | 니시모토 유키오   | 한큐        |             |
| 투수        | 하야시 도시히코   | 난카이      | 첫 출장     |
| 투수        | 고야마 마사아키   | 도쿄        | 9           |
| 투수        | 스기우라 다다시   | 난카이      | 6           |
| 투수        | 미나가와 무쓰오   | 난카이      | 4           |
| 투수        | 미우라 기요히로   | 난카이      | 첫 출장     |
| 투수        | 가지모토 다카오   | 한큐        | 9           |
| 투수        | 이시이 시게오     | 한큐        | 2           |
| 투수        | 도쿠히사 도시아키 | 긴테쓰      | 2           |
| 투수        | 오자키 유키오     | 도에이      | 3           |
| 투수        | 다나카 미쓰구     | 도에이      | 첫 출장     |
| 투수        | 이케나가 마사아키 | 니시테쓰    | 첫 출장     |
| 포수        | 노무라 가쓰야     | 난카이      | 9           |
| 포수        | 와다 히로미       | 니시테쓰    | 7           |
| 포수        | 다이고 다케오     | 도쿄        | 첫 출장     |
| 포수        | 요시자와 다케오   | 긴테쓰      | 3           |
| 1루수       | 다카기 다카시     | 긴테쓰      | 첫 출장     |
| 2루수       | D. 스펜서         | 한큐        | 2           |
| 3루수       | 고다마 아키토시   | 긴테쓰      | 9           |
| 유격수      | 고이케 겐지       | 난카이      | 2           |
| 내야수      | 나카니시 후토시   | 니시테쓰    | 11          |
| 내야수      | J. 블룸           | 난카이      | 5           |
| 내야수      | 마에다 마스호     | 도쿄        | 첫 출장     |
| 내야수      | T. 로이           | 니시테쓰    | 첫 출장     |
| 내야수      | 아오노 슈조▲      | 도에이      | 2           |
| 내야수      | F. 아그카오일리▲  | 니시테쓰    | 첫 출장     |
| 외야수      | 히로세 요시노리   | 난카이      | 8           |
| 외야수      | 하리모토 이사오   | 도에이      | 6           |
| 외야수      | 다카쿠라 데루유키 | 니시테쓰    | 8           |
| 외야수      | 야마모토 하치로   | 긴테쓰      | 4           |
| 외야수      | 호리고메 모토아키 | 난카이      | 2           |
| 외야수      | 도이 마사히로     | 긴테쓰      | 3           |
| 외야수      | 부스지마 쇼이치▲  | 도에이      | 7           |

- 굵은 글씨는 팬 투표로 선출된 선수, ▲는 출장 사퇴 선수 발생에 의한 보충 선수.

## 올스타전 경기 결과

### 1차전

#### 스코어
| 팀 | 1 | 2 | 3 | 4 | 5 | 6 | 7 | 8 | 9 | R | H | E |
| 퍼시픽 | 2 | 0 | 1 | 1 | 0 | 0 | 1 | 0 | 0 | 5 | 8 | 1 |
| 센트럴 | 1 | 0 | 0 | 0 | 0 | 0 | 0 | 0 | 1 | 2 | 6 | 0 |
| 승리 투수: 스기우라 다다시(난카이) 패전 투수: 무라야마 미노루(한신) 홈런: 퍼시픽 – 다릴 스펜서(한큐·3회 1점), 다카기 다카시(긴테쓰·4회 1점), 부스지마 쇼이치(도에이·7회 1점) 센트럴 – 곤도 가즈히코(다이요·1회 1점) |   |   |   |   |   |   |   |   |   |   |   |   |

#### 출장 선수
| 퍼시픽 | 퍼시픽 | 퍼시픽            |
| 타순   | 수비   | 선수              |
| ------ | ------ | ----------------- |
| 1      | (중)   | 히로세 요시노리   |
| 2      | (우)   | 다카쿠라 데루유키 |
| 3      | (二)   | D. 스펜서         |
| 4      | (포)   | 노무라 가쓰야     |
| 5      | (三)   | 고다마 아키토시   |
| 6      | (一)   | 다카기 다카시     |
| 7      | (좌)   | 호리고메 모토아키 |
| 8      | (유)   | 고이케 겐지       |
| 9      | (투)   | 스기우라 다다시   |

| 센트럴 | 센트럴 | 센트럴            |
| 타순   | 수비   | 선수              |
| ------ | ------ | ----------------- |
| 1      | (우)   | 구로키 모토야스   |
| 2      | (중)   | 곤도 가즈히코     |
| 3      | (좌)   | 야마우치 가즈히로 |
| 4      | (三)   | 나가시마 시게오   |
| 5      | (一)   | J. 마셜           |
| 6      | (유)   | 구와타 다케시     |
| 7      | (포)   | 모리 마사히코     |
| 8      | (二)   | 모토야시키 긴고   |
| 9      | (투)   | 무라야마 미노루   |

#### 수상 선수
MVP
- 다릴 스펜서(한큐)

### 2차전

#### 스코어
| 팀                                                                  | 1 | 2 | 3 | 4 | 5 | 6 | 7 | 8 | 9 | R | H  | E |
| 센트럴                                                              | 0 | 0 | 0 | 0 | 2 | 0 | 0 | 1 | 0 | 3 | 9  | 1 |
| 퍼시픽                                                              | 0 | 0 | 0 | 2 | 2 | 0 | 2 | 0 | X | 6 | 10 | 0 |
| 승리 투수: 가지모토 다카오(한큐) 패전 투수: 아니야 소하치(히로시마) |   |   |   |   |   |   |   |   |   |   |    |   |

#### 출장 선수
| 센트럴 | 센트럴 | 센트럴          |
| 타순   | 수비   | 선수            |
| ------ | ------ | --------------- |
| 1      | (우)   | 시바타 이사오   |
| 2      | (중)   | 곤도 가즈히코   |
| 3      | (좌)   | 에토 신이치     |
| 4      | (三)   | 나가시마 시게오 |
| 5      | (유)   | 구와타 다케시   |
| 6      | (一)   | J. 마셜         |
| 7      | (二)   | 요시다 요시오   |
| 8      | (포)   | 쓰지 요시노리   |
| 9      | (투)   | G. 바크         |

| 퍼시픽 | 퍼시픽 | 퍼시픽            |
| 타순   | 수비   | 선수              |
| ------ | ------ | ----------------- |
| 1      | (중)   | 히로세 요시노리   |
| 2      | (우)   | 다카쿠라 데루유키 |
| 3      | (二)   | D. 스펜서         |
| 4      | (포)   | 노무라 가쓰야     |
| 5      | (三)   | 고다마 아키토시   |
| 6      | (一)   | 다카기 다카시     |
| 7      | (유)   | T. 로이           |
| 8      | (좌)   | 야마모토 하치로   |
| 9      | (투)   | 고야마 마사아키   |

#### 수상 선수
MVP
- 다카쿠라 데루유키(니시테쓰)

### 3차전

#### 스코어
| 팀 | 1 | 2 | 3 | 4 | 5 | 6 | 7 | 8 | 9 | 10 | 11 | 12 | 13 | 14 | R | H | E |
| 센트럴 | 0 | 0 | 0 | 0 | 0 | 0 | 0 | 1 | 0 | 0  | 0  | 0  | 0  | 0  | 1 | 7 | 0 |
| 퍼시픽 | 1 | 0 | 0 | 0 | 0 | 0 | 0 | 0 | 0 | 0  | 0  | 0  | 0  | 0  | 1 | 5 | 0 |
| 승리 투수: 없음 패전 투수: 없음 홈런: 센트럴 – 곤도 아키히토(다이요·8회 1점) 퍼시픽 – 다카쿠라 데루유키(니시테쓰·1회 1점) |   |   |   |   |   |   |   |   |   |    |    |    |    |    |   |   |   |

#### 출장 선수
| 센트럴 | 센트럴 | 센트럴          |
| 타순   | 수비   | 선수            |
| ------ | ------ | --------------- |
| 1      | (유)   | 요시다 요시오   |
| 2      | (一)   | 곤도 가즈히코   |
| 3      | (三)   | 나가시마 시게오 |
| 4      | (좌)   | 에토 신이치     |
| 5      | (우)   | 후지이 에이지   |
| 6      | (중)   | 요시다 가쓰토요 |
| 7      | (포)   | 모리 마사히코   |
| 8      | (二)   | 곤도 아키히토   |
| 9      | (투)   | 조노우치 구니오 |

| 퍼시픽 | 퍼시픽 | 퍼시픽            |
| 타순   | 수비   | 선수              |
| ------ | ------ | ----------------- |
| 1      | (중)   | 히로세 요시노리   |
| 2      | (우)   | 다카쿠라 데루유키 |
| 3      | (二)   | D. 스펜서         |
| 4      | (포)   | 노무라 가쓰야     |
| 5      | (三)   | 고다마 아키토시   |
| 6      | (좌)   | 호리고메 모토아키 |
| 7      | (一)   | F. 아그카오일리   |
| 8      | (유)   | T. 로이           |
| 9      | (투)   | 이케나가 마사아키 |

#### 수상 선수
MVP
- 에토 신이치(주니치)

## 같이 보기
- 일본 야구 기구
- 일본 프로 야구 올스타전